# Craig Russell
Craig Russell, nacido en 1956 en el condado de Fife, Escocia, es un novelista y escritor de relatos cortos. Sus novelas de crímenes ambientadas en Hamburgo y protagonizadas por el comisario Jan Fabel han sido traducidas a 20 idiomas. También escribe una serie de novelas ambientadas en el Glasgow de los años 50 y protagonizadas por Lennox, un exsoldado canadiense metido a detective privado.
Craig Russell sirvió en el cuerpo de policía y trabajó en sector de la publicidad como asistente y como director creativo hasta que se dedicó completamente a la literatura en 1990. Craig Russell habla perfectamente alemán y tiene un interés especial en la historia alemana de postguerra. Sus libros incluyen numerosas referencias sobre temas históricos y mitológicos.
En febrero de 2007, Russell fue condecorado con la Polizeistern (Estrella de la Policía) por la policía de Hamburgo, se trata del único no alemán que ha sido distinguido con esta condecoración. En junio de 2007, Russell fue preseleccionado para el premio CWA Duncan Lawrie Golden Dagger dotado con 20.000 libras esterlinas, éste premio es el mejor dotado dentro del género de literatura de crimen de ficción.
Las novelas ambientadas en Hamburgo con el comisario Jan Fabel como protagonista son las siguientes:
- Muerte en Hamburgo (Blood Eagle, 2005)
- Cuento de muerte (Brother Grimm, 2006)
- Resurrección (Eternal, 2007)
- El Señor del Carnaval (The Carnival Master, 2008)
- La venganza de la Valquiria (The Valkyrie Song, 2009)
- Miedo a las aguas oscuras (A Fear of Dark Water, 2011)
- The ghosts of Altona, 2015

Las novelas ambientadas en el Glasgow de los años 50 con el detective privado Lennox como protagonista son las siguientes:
- Lennox (Lennox, 2009)
- El beso de Glasgow (The Long Glasgow Kiss, 2010)
- El sueño oscuro y profundo (The Deep Dark Sleep, 2011)
- Dead Men and Broken Hearts, 2012